# 鈍齒鬍鯰
鈍齒鬍鯰，為輻鰭魚綱鯰形目塘虱魚科的其中一種，分布於非洲中部及東部淡水流域，棲息在沼澤底部水域，屬肉食性，以軟體動物、昆蟲及甲殼類等為食，體長可達73公分，在夏季時繁殖，可做為食用魚、養殖魚類及觀賞魚。

## 扩展阅读
維基物種上的相關：鈍齒鬍鯰